# Полярная сова (колония)
«Поля́рная сова́» (офиц. Федеральное казённое учреждение «Исправительная колония № 18 Управления Федеральной службы исполнения наказаний по Ямало-Ненецкому автономному округу») — исправительная колония особого режима для пожизненно осуждённых в посёлке Харп Ямало-Ненецкого автономного округа с участками исправительных колоний строгого и общего режимов. «Полярная сова» находится на Полярном Урале, на берегу реки Соби, неподалёку от горного массива Рай-Из. В колонии содержатся около 450 человек.
Помимо колонии ИК-18, в посёлке Харп находится также колония ИК-3 Харп особого режима, известная как «Полярный волк».

## История колонии
Режимный посёлок Харп был образован в 1961 году при строительстве Трансполярной магистрали. Ядром нового посёлка стал лагерь для заключённых, работавших над прокладкой железной дороги. Впоследствии лагерь был преобразован в колонию особого режима для особо опасных рецидивистов. Статус колонии для пожизненно осуждённых она получила 2 сентября 2005 года.
В 2010—2012 годах в СМИ появились сообщения о том, что некоторые сотрудники колонии оказались замешаны в скандале с фальсификацией явок с повинной: методами психологического и физического воздействия недобросовестные сотрудники выбивали показания из заключённых. Издание «Новая газета» сообщает о 190 поддельных явках, а газета «Известия» — о тридцати двух. По версии «Новой газеты», УФСИН по ЯНАО пыталось замять дело, так как в него могли быть вовлечены высокопоставленные чиновники.
В 2016 году из тюрьмы впервые за её историю  был освобождён заключённый, приговорённый к смертной казни — в августе 1991 года Анвар Масалимов, будучи в состоянии алкогольного опьянения, задушил и расчленил своего друга. Его приговорили к расстрелу, но пока он дожидался исполнения приговора, в России ввели мораторий на смертную казнь и расстрел был заменён пожизненным лишением свободы. Масалимов в ходе многочисленных апелляций  «в связи с принятием закона, улучшающего положение осуждённого» (в ч. 2 ст. 105 УК РФ от 1996 года, предусматривающей, в том числе, пожизненное лишение свободы или смертную казнь, отсутствует пункт, связанный с рецидивом убийства, в отличие от ст. 102 УК РСФСР, по которой Масалимов был осуждён к смертной казни за «убийство, совершённое лицом, ранее совершившим умышленное убийство») сумел добиться отмены смертного приговора, после чего на основании ст. 10 УК РФ Вологодский областной суд освободил его от дальнейшего отбытия наказания в связи с принятием закона, улучшающего положение осуждённого.

## В культуре
Колония косвенно упоминается в криминальном телесериале «Игра», где следователь Павел Белов говорит арестованному Виталию Круглову, что в случае отказа от содействия следствию ему придётся смотреть на «северное небо через колючую проволоку», намекая на «Полярную сову». В продолжении, сериале «Игра. Реванш» колония становится центральным местом действия, где отбывает пожизненный срок и откуда сбегает протагонист Алексей Смолин.

## Примерный распорядок дня
6:00 | Подъём
6:00 — 6:15 | Заправка коек
6:15 — 6:30 | Физическая зарядка
6:30 — 7:00 | Завтрак
7:00 — 7:30 | Уборка камеры
7:30 — 8:00 | Утренний осмотр камеры
8:30 — 9:30 | Обход медицинским работником
Прогулка в промежуток с 10:00 до 19:00 в порядке очередности.
12:00 — 12:30 | Обед
17:00 — 17:30 | Ужин
20:00 — 20:40 | Вечерняя проверка
20:40 — 21:40 | Личное время
21:40 — 21:55 | Подготовка ко сну
22:00 | Отбой